# Gabriela Nestal de Moraes
Gabriela Nestal de Moraes (Río de Janeiro) es una investigadora y científica biomédica brasileña cuyo trabajo se centra en el campo del cáncer de mama.

## Trayectoria
Nestal estudió Ciencias Biológicas, en la modalidad de medicina, en la Universidad Federal de Río de Janeiro (UFRJ) en el año 2004 y recibió una beca de Iniciación Científica de la Fundação de Amparo à Pesquisa do Estado do Rio de Janeiro (FAPERJ).
Completó su licenciatura en Oncología en el Instituto Nacional del Cáncer (INCA), con una beca CAPES (Coordinación para el Perfeccionamiento del Personal de Educación Superior). Posteriormente realizó un Doctorado en Oncología en el mismo instituto, con la tesis: “Avaliação da survivina e XIAP e dos fatores de transcrição Foxo3a e FoxM1 como potenciais biomarcadores de quimiorresistência no câncer de mama” (Evaluación de survivina y XIAP y de los factores de transcripción Foxo3a y FoxM1 como potenciales biomarcadores de quimiorresistencia en el cáncer de mama) siendo becaria del Ministerio de Salud/INCA, MS/INCA, Brasil.
Consiguió dos becas postdoctorales del Ministerio de Salud /INCA, MS/INCA para realizar estudios en el  Instituto Nacional del Cáncer (INCA), Brasil. Así mismo, obtuvo otra beca posdoctoral del Consejo Nacional de Desarrollo Científico y Tecnológico, CNPq, para realizar estudios en el Imperial College London (ICTEM), en el Departamento de Cirugía y Cáncer.
Desde 2016, ejerce la docencia en el Instituto Nacional del Cáncer, donde es la investigadora responsable del estudio sobre moléculas asociadas al tratamiento del cáncer de mama, con el fin de desarrollar una terapia para pacientes que no responden a la quimioterapia.
En 2017, recibió el Premio Mujeres en la Ciencia, creado en 1998, resultado de una alianza entre la Fundación L'Oréal, la Organización de las Naciones Unidas para la Educación, la Ciencia y la Cultura (UNESCO) y la Academia Brasileña de Ciencias (ABC) para fomentar la presencia de mujeres en áreas de investigación donde históricamente han sido subestimadas.
En 2019 coordinó un proyecto de investigación realizado en el Instituto Nacional del Cáncer (INCA), como parte del Programa de Oncobiología. El grupo de investigadores buscó comprender por qué algunos pacientes respondían bien a los tratamientos y otros no. Utilizando células de laboratorio y biopsias de pacientes con cáncer de mama, buscaron ver la expresión, ubicación y función de algunas proteínas que se relacionaban con la resistencia a los tratamientos, con el fin de entender cómo se relacionan entre sí, de manera que fuera posible interferir en este proceso, haciéndolos nuevamente sensibles a los tratamientos. La interferencia, en este caso, serían posibles fármacos desarrollados para impedir el mecanismo de acción de la proteína. El grupo estudió una proteína llamada XIAP, que juega un papel clave en la muerte celular, en modelos de cáncer de mama.
Ese mismo año, formó parte del equipo editorial de la revista Mulheres na Ciência, del British Council, un proyecto iniciado en 2018 que buscaba fortalecer los vínculos en torno a la mujer en la ciencia en Brasil y con el Reino Unido a nivel individual e institucional.
En 2020, en el contexto de la pandemia de COVID-19, fue entrevistada por Nexo Jornal Ltda. hablando sobre la desigualdad de género en la ciencia, fruto del aislamiento social, reforzando la importancia de no “romantizar” la maternidad y de no presionar a los científicos con hijos para que sean más productivos.

## Reconocimientos
En 2017, fue una de las siete ganadoras del Premio Mujeres en la Ciencia, ofrecido por la 12.ª edición del Programa L'Oréal-ABC- UNESCO. Las científicas fueron evaluadas por el potencial de sus investigaciones y por la trayectoria ya habían desarrollado en sus áreas de especialización y fueron premiadas con una beca de 50.000 reales. Nestal fue elegida en la categoría Ciencias de la vida por su investigación sobre bases celulares y moleculares de una nueva terapia para el cáncer de mama a partir de la información de pacientes que no responden al tratamiento de quimioterapia.